# Bosjön (Misterhults socken, Småland)
Bosjön är en sjö i Oskarshamns kommun i Småland och ingår i Viråns huvudavrinningsområde. Sjön har en area på 0,152 kvadratkilometer och ligger 39 meter över havet. Bosjön ligger i Viråns vattensystem Natura 2000-område. Sjön avvattnas av vattendraget Virån.

## Delavrinningsområde
Bosjön ingår i det delavrinningsområde (636336-153466) som SMHI kallar för Inloppet i Älmten. Medelhöjden är 52 meter över havet och ytan är 26,15 kvadratkilometer. Räknas de 21 avrinningsområdena uppströms in blir den ackumulerade arean 389,53 kvadratkilometer. Avrinningsområdets utflöde Virån mynnar i havet. Avrinningsområdet består mestadels av skog (87 procent). Avrinningsområdet har 1,19 kvadratkilometer vattenytor vilket ger det en sjöprocent på 4,6 procent.